# شهر منجان
شهر منجان (به لاتین: Shahr-e Monjan) یک منطقهٔ مسکونی در افغانستان است که در ولایت بدخشان واقع شده‌است.